# Ян Цзя
Ян Цзя (кит. трад.: 陽甲; піньїнь: Yang Jia) або Сянь Цзя — правитель Китаю з династії Шан, син Цзу Діна.
Правив близько 17 років. У 3-й рік свого правління імператор відряджав війська проти варварів Даньшань. По смерті Ян Цзя владу в країні успадкував його молодший брат Пань Ґен.